# Икарија (округ)
Округ Икарија (грч.  - periferiakí enótita Ikarias) је округ у периферији Северни Егеј у источној Грчкој. Управно средиште округа је град Ајос Кирикос. Округ обухвата већа острва Икарију и Фурни и бројна мања острва и хриди.
Округ Икарија је успостављен 2011. године на поделом некадашње префектуре Самос на два округа (други је Округ Самос).

## Природне одлике
Округ Икарија је острвски округ на истоку Грчке, који обухвата два већа острва Икарију и Фурни и бројна мања острва и хриди, сва у источном делу Егејског мора. Најближе острво датој скупини је Самос, 15-ак километара истично.
Острва су планинска и са покренутим тереном. Највиши врх острва Икарија је на преко 1.000 метара надморске висине. Због удаљености од копна на њима нема много извора воде, па су само мањи делови бујним растињем.
Клима у округу је средоземна.

## Историја
Погледати: Икарија

## Становништво
По последњим проценама из 2001. године округ Икарија је имао нешто мање од 10.000 становника, од чега око 1/3 живи у седишту округа, граду Ајос Кирикосу.
Етнички састав: Главно становништво округа су Грци, а званично признатих историјских мањина нема.
Густина насељености је око 32 ст./км², што је више него двоструко мање од просека Грчке (око 80 ст./км²).

## Управна подела и насеља
Округ Икарија се дели на 2 општине (број је ознака општине на карти):
1. Икарија - 2
2. Фурни - 3

Град Ајос Кирикос је највеће насеље и седиште округа, али није велико насеље.

## Привреда
Становништво округа Икарија је традиционално било окренуто поморству и средоземној пољопривреди (агруми, маслине). Иако су дате делатности и данас развијене, оне су у сенци туризма. Током протеклих деценија Икарија је постала туристичко одредиште у Грчкој.